# إثيل سميث (عداء)
إثيل سميث (بالإنجليزية: Ethel Smith) (و. 1907 – 1979 م) هي عداءة سريعة كندية، ولدت في تورونتو، شاركت في الألعاب الأولمبية الصيفية 1928، توفيت في تورونتو، عن عمر يناهز 72 عاماً.
.

## روابط خارجية
- إثيل سميث على موقع اللجنة الأولمبية الدولية (الإنجليزية)
- إثيل سميث على موقع أوليمبيديا (الإنجليزية)
- إثيل سميث على موقع قاعة كندا للمشاهير الرياضية (الإنجليزية)